# Heinrich Leonhard Brügman
Heinrich Leonhard Brügman(n) (* 28. Juli 1832 in Nütterden (heute Ortsteil der Gemeinde Kranenburg, Kreis Kleve); † 10. Dezember 1893 in Köln) war ein deutscher Industrieller, Gründer und langjähriger Direktor der Dortmunder Union-Brauerei sowie Wegbereiter des Kalibergbaus im Südharz. Trotz der Namensähnlichkeit bestand keine Verwandtschaft zur bekannten Dortmunder Holzhändlerfamilie Brügmann.

## Leben
Brügman stammte aus einfachen, katholischen Verhältnissen. Sein Vater Heinrich Brügman (1797–1861) war Landwirt im Gewann Oy (südlich von Kalkar, Kreis Kleve), seine Mutter Adelheid, geborene Janssen, verwitwete Kersten (1798–1857). Er war verheiratet mit Marie Doerts. Aus der Ehe gingen mehrere Kinder hervor:
- Fanny (1864–1933), verheiratet mit dem Justizrat August Raude (1853–1934)[1].
- Karl Brügman (1866–1946), später Geheimrat und ab 1923 Direktor der Dortmunder Union-Brauerei[1].
- Helene, verheiratet mit Landrat und Geheimem Regierungsrat Dr. Fritz Vüllers[1].
- Maria, verheiratet mit dem Bergassessor Adolph Morsbach, Sohn des Geheimen Sanitätsrats und Aufsichtsratsvorsitzenden der Harpener Bergbau AG Adolph Morsbach[1].

Von den Eltern zum Priester bestimmt, erkannte Brügman vor Ablegung des letzten Gelübdes, dass er zum geistlichen Stand nicht geeignet war, was zum Bruch mit seiner katholischen Familie führte. Unter großen Entbehrungen studierte er an der Bergschule Bochum Markscheidekunst und ließ sich danach als konzessionierter Markscheider in Dortmund nieder.

## Wirken
Durch seine Tätigkeit erwarb Brügman umfangreiche Kenntnisse im Grundstücks- und Bergwerkswesen, die er erfolgreich nutzte, um ein beträchtliches Vermögen zu schaffen. Anfang der 1880er Jahre gründete er mit der Gewerkschaft Zollern in Marten die Kokerei Zollern, Brügman & Co. mit 88 Öfen zur Verkokung von Feinkohle.
1870 trat er gemeinsam mit August Randebrock und Theodor Schulze-Dellwig vom Haus Sölde in die offene Handelsgesellschaft W. Struck und Comp. ein. 1873 gründete er mit Kaufleuten aus Dortmund, Hamburg und Paderborn die Dortmunder Union-Brauerei Aktiengesellschaft, vormals W. Struck und Co. Er wurde alleiniger Vorstand und Direktor.
Unter seiner Leitung stieg der Jahresausstoß von 20.000 auf 100.000 Hektoliter (1890), und die Brauerei wurde zu einer Großbrauerei von europäischem Rang. 1881 zahlte die Gesellschaft eine Dividende von 6 %, 1885 erfolgte eine Kapitalerhöhung, und 1887 der erfolgreiche Börsengang. Er arbeitete eng mit dem ersten Braumeister Fritz Brinkhoff zusammen, der das helle Dortmunder Bier weiterentwickelte.
Brügman setzte sich früh für soziale Belange der Beschäftigten ein: Er ließ Werkswohnungen für Ledige errichten sowie Kantinen und Duschräume. Die von ihm und seinem Sohn gestiftete Heinrich Leonhard Brügman- und Geheimrat Dr. Karl Brügmann-Stiftung verfügte noch 1972 über ein Kapital von 20.000 DM (ca. 52.000 Euro, 2024) für Belegschaftshilfen.
Ab 1891 engagierte er sich im aufkommenden Kalisalzbergbau. Nach Justus von Liebigs Nachweis der Kalidüngung ließ Brügman bei Jechaburg im Fürstentum Schwarzburg-Sondershausen bohren und erreichte 1892 ein wirtschaftlich nutzbares Lager in 616 m Tiefe. 1893 gründete er mit dem Bankverein A. Schaaffhausen die Gewerkschaft Sondershausen und errichtete das Werk Glückauf mit dem später nach ihm benannten Brügmanschacht.
Brügman war zudem Mitglied des Grubenvorstands der Gewerkschaft Wilhelmshall zu Anderbeck und der Zeche Vereinigte Schürbank & Charlottenburg in Aplerbeck. Er beteiligte sich an Projekten im Lahntal und war von 1886 bis 1892 Mitglied der Industrie- und Handelskammer zu Dortmund.
Am 10. Dezember 1893 starb Brügman während einer Geschäftsreise in Köln an den Folgen einer Lungenentzündung. Sein Schwiegersohn August Raude übernahm die Leitung der Brauerei. Später nannte ihn Felix Eckhardt, Vorstandsvorsitzender der Union-Brauerei, eine „vitale und in Dortmund hochgeachtete Persönlichkeit“.